# 巴黎十六区
巴黎十六区是法国首都巴黎市的20个区之一。该区位于塞纳河右岸，大部分为住宅区（奥特尤尔和帕西）。设有众多的外国使馆，还有巴黎最宽的街道福煦大街。
巴黎十六区设有一些大型体育场馆，例如王子公园体育场，是巴黎圣日耳曼足球俱乐部的主场；罗兰·加洛斯球场，法国网球公开赛在此举行。巴黎第二大公园布洛涅森林也位于本区辖境内。

## 地理

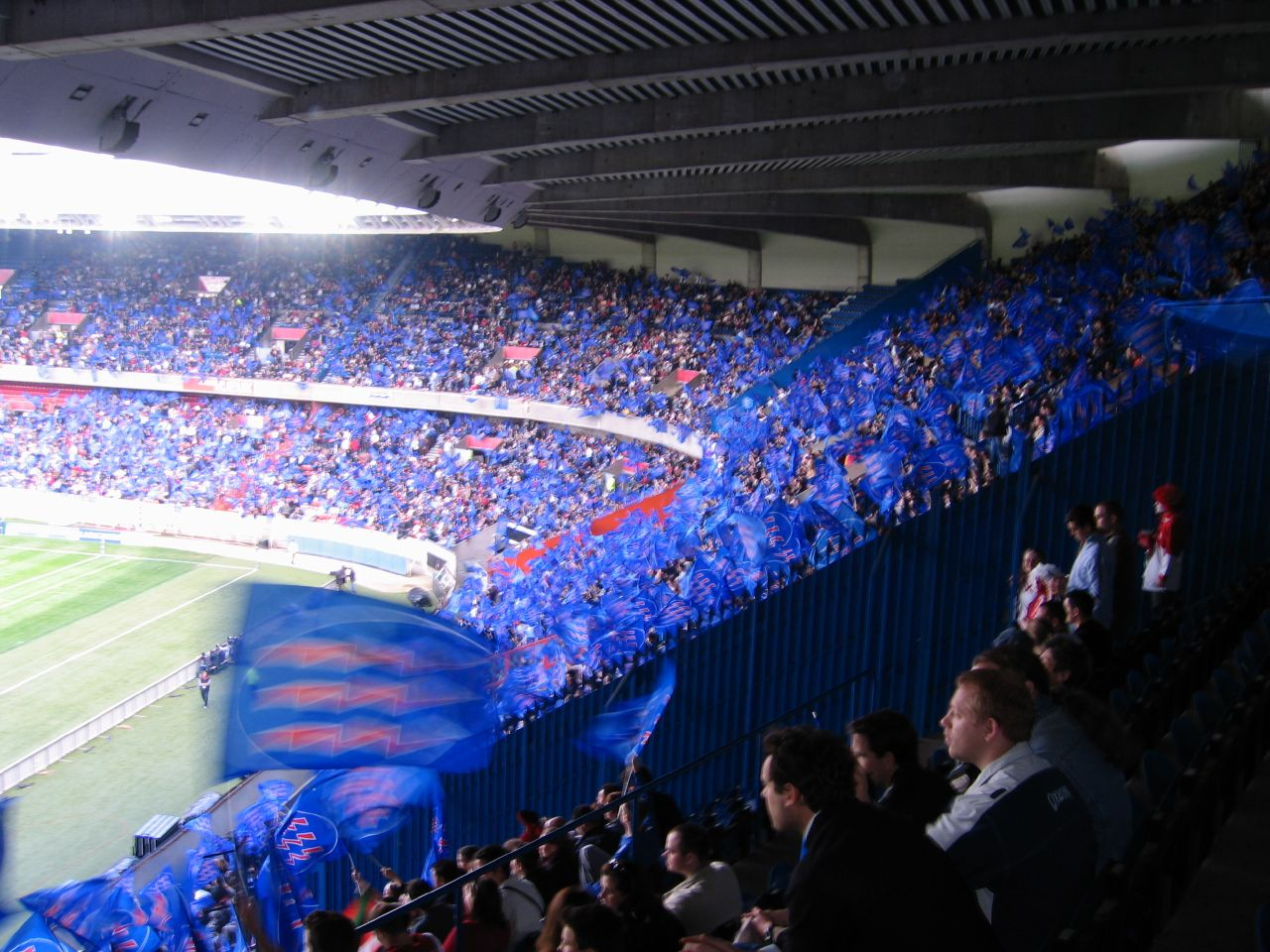
王子公园体育场

该区土地总面积为16.305 km²，其中布洛涅森林公园约占一半。如果不包括布洛涅森林，面积为7.846 km²。这是巴黎土地面积最大的区。

## 人口
十六区的人口峰值出现在1962年，有227,418人。到1999年，人口为161,773人。该区也有大量的商业活动，1999年拥有 106,971个工作岗位。
十六区通常被视为巴黎最富裕的部分（奥特尤尔-讷伊-帕西），拥有一些法国最昂贵的房地产。这也是巴黎唯一拥有两个邮递区号的区份：该区的南部邮递区号为75016，而北部为75116。

## 名胜
- 巴黎九大（Université Paris IX-Dauphine)
- 帕西（Passy）
  - 帕西墓地（Cimetière de Passy）
- 王子公园体育场
- 东京宫（Palais de Tokyo）
- 詹森萨伊中学（Lycée Janson de Sailly）
- 法国国际广播电台
- 巴尔扎克故居（Maison de Balzac）
- Exploradome
- 勒柯布西耶基金会（Fondation Le Corbusier）
- 吉美国立亚洲艺术博物馆
- Jardin d'Acclimatation
- 塞瑞斯德欧特伊植物园（Jardin des Serres d'Auteuil）
- 法国亚美尼亚博物馆（Musée Arménien de France）
- Musée d'Art Dentaire Pierre Fauchard
- 百家乐博物馆（Musée Baccarat）
- 克列孟梭博物馆（Musée Clemenceau）
- Musée de la Contrefaçon
- Musée d'Ennery
- 巴黎時尚博物館（Musée Galliera）
- 玛摩丹美术馆（Musée Marmottan Monet）
- 法国电台博物馆（Musée de Radio France）
- 纽约大学巴黎校园
- 经济合作与发展组织
- 巴黎国际学校

### 主要街道与广场
- 特罗卡德罗广场（Trocadéro）
- 福煦大街（Avenue Foch）
  - 福煦大街85号
- 戴高乐广场和凯旋门（局部）
- 凡尔赛大街
- 莫扎特大街